# Liste der Mitglieder des Senats im 31. Kongress der Vereinigten Staaten
Die Senatoren im 31. Kongress der Vereinigten Staaten wurden zu einem Drittel 1848 und 1849 neu gewählt. Vor der Verabschiedung des 17. Zusatzartikels 1913 wurde der Senat nicht direkt gewählt, sondern die Senatoren wurden von den Parlamenten der Bundesstaaten bestimmt. Jeder Staat wählt zwei Senatoren, die unterschiedlichen Klassen angehören. Die Amtszeit beträgt sechs Jahre, alle zwei Jahre wird für die Sitze einer der drei Klassen gewählt. Zwei Drittel des Senats bestehen daher aus Senatoren, deren Amtszeit noch andauert.
Die Amtszeit des 31. Kongresses ging vom 4. März 1849 bis zum 3. März 1851. Seine erste Tagungsperiode fand vom 3. Dezember 1849 bis zum 30. September 1850 in Washington, D.C. statt, die zweite vom 2. Dezember 1850 bis zum 3. März 1851. Vorher fand bereits vom 5. bis zum 23. März 1849 eine Sondersitzung statt.

## Zusammensetzung und Veränderungen
Im 30. Kongress saßen am Ende seiner Amtszeit 38 Demokraten, 21 Whigs und ein Senator der Free Soil Party. Bei den Wahlen 1848 und 1849 gewannen die Demokraten einen Sitz von den Whigs, verloren aber fünf Sitze an diese und einen an Free Soil. Ein weiterer Sitz ging den Demokraten verloren, weil die Wahl in Illinois annulliert wurde, da der gewählte James Shields noch nicht lange genug US-Bürger war. Damit sank die Mehrheit der Demokraten auf 32 gegen 25 Whigs und zwei Free Soiler, ein Sitz war vakant. Shields wurde im Herbst 1849, inzwischen seit neun Jahren US-Bürger, erneut gewählt, damit stieg die Mehrheit der Demokraten auf 33 gegen 25 Whigs und zwei Free Soiler.  Im September 1850 wurde Kalifornien als 31. Staat in die Union aufgenommen und wählte zwei Demokraten in den Senat, so dass die Zahl der Demokraten auf 35 stieg. Kurz vor Ende des 31. Kongresses gewannen die Demokraten durch eine Nachwahl einen Sitz von den Whigs, so dass ihre Mehrheit auf 36 gegen 24 Whigs und zwei Free Soiler stieg.

## Spezielle Funktionen
Nach der Verfassung der Vereinigten Staaten ist der Vizepräsident der Vorsitzende des Senats, ohne ihm selbst anzugehören. Bei Stimmengleichheit gibt seine Stimme den Ausschlag. Zu Beginn des 31. Kongresses war Millard Fillmore Vizepräsident. Durch den Tod von Zachary Taylor am 9. Juli 1850 wurde Fillmore selbst Präsident, anschließend war das Amt des Vizepräsidenten vakant. Im Gegensatz zur heutigen Praxis leitete der Vizepräsident bis ins späte 19. Jahrhundert tatsächlich die Senatssitzungen. Ein Senator wurde zum Präsidenten pro tempore gewählt, der bei Abwesenheit des Vizepräsidenten den Vorsitz übernahm. Am 5. März sowie vom 16. März bis zum 2. Dezember 1849 war David R. Atchison Präsident pro tempore, vom 6. Mai bis zum 19. Mai 1850 und vom 11. Juli 1850 bis zum Ende des Kongresses am 3. März 1851 war es William R. King. Nach der damaligen Regelung der Nachfolge des Präsidenten wäre King amtierender Präsident geworden, wäre Fillmore ausgefallen.

## Liste der Senatoren
Unter Partei ist vermerkt, ob ein Senator der Demokratischen Partei, der Whig Party oder der Free Soil Party angehörte. Unter Staat sind die Listen der Senatoren des jeweiligen Staats verlinkt. Die reguläre Amtszeit richtet sich nach der Senatsklasse: Senatoren der Klasse I waren bis zum 3. März 1851 gewählt, die der Klasse II bis zum 3. März 1853 und die der Klasse III bis zum 3. März 1855. Das Datum gibt an, wann der entsprechende Senator in den Senat aufgenommen wurde, eventuelle frühere Amtszeiten nicht berücksichtigt. Unter Sen. steht die fortlaufende Nummer der Senatoren in chronologischer Ordnung, je niedriger diese ist, umso größer ist in der Regel die Seniorität des Senators. Die Tabelle ist mit den Pfeiltasten sortierbar.
| Senator               | Partei     | Staat          | Klasse | Datum         | Sen. | Anmerkung                                                        |
| --------------------- | ---------- | -------------- | ------ | ------------- | ---- | ---------------------------------------------------------------- |
| Benjamin Fitzpatrick  | Demokrat   | Alabama        | II     | 25. Nov. 1848 | 461  | ernannt                                                          |
| Jeremiah Clemens      | Demokrat   | Alabama        | II     | 30. Nov. 1849 | 474  | gewählt als Nachfolger von Fitzpatrick                           |
| William R. King       | Demokrat   | Alabama        | III    | 1. Juli 1848  | 232  | Präsident pro tempore früher im 16. bis 28. Kongress             |
| William K. Sebastian  | Demokrat   | Arkansas       | II     | 12. Mai 1848  | 455  |                                                                  |
| Solon Borland         | Demokrat   | Arkansas       | III    | 30. März 1848 | 454  |                                                                  |
| Roger S. Baldwin      | Whig       | Connecticut    | I      | 11. Nov. 1847 | 450  |                                                                  |
| Truman Smith          | Whig       | Connecticut    | III    | 4. März 1849  | 471  |                                                                  |
| John Wales            | Whig       | Delaware       | I      | 23. Feb. 1849 | 464  |                                                                  |
| Presley Spruance      | Whig       | Delaware       | II     | 4. März 1847  | 447  | früher im 18. und 19. Kongress                                   |
| David Levy Yulee      | Demokrat   | Florida        | I      | 1. Juli 1845  | 428  |                                                                  |
| Jackson Morton        | Whig       | Florida        | III    | 4. März 1849  | 468  |                                                                  |
| John M. Berrien       | Whig       | Georgia        | II     | 14. Nov. 1845 | 264  | früher im 19. und 27. bis 29. Kongress                           |
| William Crosby Dawson | Whig       | Georgia        | III    | 4. März 1849  | 467  |                                                                  |
| Stephen A. Douglas    | Demokrat   | Illinois       | II     | 4. März 1847  | 441  |                                                                  |
| James Shields         | Demokrat   | Illinois       | III    | 27. Okt. 1849 | 473  |                                                                  |
| Jesse D. Bright       | Demokrat   | Indiana        | I      | 4. März 1845  | 419  |                                                                  |
| James Whitcomb        | Demokrat   | Indiana        | III    | 4. März 1849  | 472  |                                                                  |
| George W. Jones       | Demokrat   | Iowa           | II     | 7. Dez. 1848  | 463  |                                                                  |
| Augustus C. Dodge     | Demokrat   | Iowa           | III    | 7. Dez. 1848  | 462  |                                                                  |
| John C. Frémont       | Demokrat   | Kalifornien    | I      | 9. Sep. 1850  | 480  |                                                                  |
| William M. Gwin       | Demokrat   | Kalifornien    | III    | 9. Sep. 1850  | 481  |                                                                  |
| Joseph R. Underwood   | Whig       | Kentucky       | II     | 4. März 1847  | 448  |                                                                  |
| Henry Clay            | Whig       | Kentucky       | III    | 4. März 1849  | 134  | früher im 9., 11. und 22. bis 27. Kongress                       |
| Solomon W. Downs      | Demokrat   | Louisiana      | II     | 4. März 1847  | 442  |                                                                  |
| Pierre Soulé          | Demokrat   | Louisiana      | III    | 4. März 1849  | 437  | früher im 29. Kongress                                           |
| Hannibal Hamlin       | Demokrat   | Maine          | I      | 8. Juni 1848  | 456  |                                                                  |
| James W. Bradbury     | Demokrat   | Maine          | II     | 4. März 1847  | 439  |                                                                  |
| Reverdy Johnson       | Whig       | Maryland       | I      | 4. März 1845  | 423  | trat am 7. März 1849 zurück                                      |
| David Stewart         | Whig       | Maryland       | I      | 6. Dez. 1849  | 475  | ernannt als Nachfolger von Johnson                               |
| Thomas Pratt          | Whig       | Maryland       | I      | 12. Jan. 1850 | 476  | gewählt als Nachfolger von Johnson                               |
| James Pearce          | Whig       | Maryland       | III    | 4. März 1843  | 407  |                                                                  |
| Daniel Webster        | Whig       | Massachusetts  | I      | 4. März 1845  | 291  | trat am 22. Juli 1850 zurück früher im 20. bis 26. Kongress      |
| Robert C. Winthrop    | Whig       | Massachusetts  | I      | 30. Juli 1850 | 479  | ernannt als Nachfolger von Webster                               |
| Robert Rantoul        | Demokrat   | Massachusetts  | I      | 1. Feb. 1851  | 483  | gewählt als Nachfolger von Webster                               |
| John Davis            | Whig       | Massachusetts  | II     | 24. März 1845 | 340  | früher im 24. bis 26. Kongress                                   |
| Lewis Cass            | Demokrat   | Michigan       | I      | 4. März 1849  | 420  | früher im 29. bis 30. Kongress                                   |
| Alpheus Felch         | Demokrat   | Michigan       | II     | 4. März 1847  | 443  |                                                                  |
| Jefferson Davis       | Demokrat   | Mississippi    | I      | 10. Aug. 1847 | 449  |                                                                  |
| Henry S. Foote        | Demokrat   | Mississippi    | II     | 4. März 1847  | 444  |                                                                  |
| Thomas Hart Benton    | Demokrat   | Missouri       | I      | 10. Aug. 1821 | 247  |                                                                  |
| David R. Atchison     | Demokrat   | Missouri       | III    | 14. Okt. 1843 | 411  | Präsident pro tempore                                            |
| John P. Hale          | Free Soila | New Hampshire  | II     | 4. März 1847  | 445  |                                                                  |
| Moses Norris          | Demokrat   | New Hampshire  | III    | 4. März 1849  | 469  |                                                                  |
| William L. Dayton     | Whig       | New Jersey     | I      | 2. Juli 1842  | 399  |                                                                  |
| Jacob W. Miller       | Whig       | New Jersey     | II     | 4. März 1841  | 390  |                                                                  |
| Daniel S. Dickinson   | Demokrat   | New York       | I      | 30. Nov. 1844 | 416  |                                                                  |
| William H. Seward     | Whig       | New York       | III    | 4. März 1849  | 470  |                                                                  |
| Willie P. Mangum      | Whig       | North Carolina | II     | 25. Nov. 1840 | 310  | früher im 22. bis 24. Kongress                                   |
| George E. Badger      | Whig       | North Carolina | III    | 25. Nov. 1846 | 435  |                                                                  |
| Thomas Corwin         | Whig       | Ohio           | I      | 4. März 1845  | 421  | trat am 20. Juli 1850 zurück                                     |
| Thomas Ewing          | Whig       | Ohio           | I      | 20. Juli 1850 | 308  | ernannt als Nachfolger von Corwin früher im 22. bis 24. Kongress |
| Salmon P. Chase       | Free Soil  | Ohio           | III    | 4. März 1849  | 465  |                                                                  |
| Daniel Sturgeon       | Demokrat   | Pennsylvania   | I      | 14. Jan. 1840 | 377  |                                                                  |
| James Cooper          | Whig       | Pennsylvania   | III    | 4. März 1849  | 466  |                                                                  |
| Albert C. Greene      | Whig       | Rhode Island   | I      | 4. März 1845  | 422  |                                                                  |
| John Hopkins Clarke   | Whig       | Rhode Island   | II     | 4. März 1847  | 440  |                                                                  |
| John C. Calhoun       | Demokrat   | South Carolina | II     | 26. Nov. 1845 | 323  | starb am 31. März 1850 früher im 22. bis 27. Kongress            |
| Franklin H. Elmore    | Demokrat   | South Carolina | II     | 11. Apr. 1850 | 477  | ernannt als Nachfolger von Calhoun starb am 29. Mai 1850         |
| Robert W. Barnwell    | Demokrat   | South Carolina | II     | 4. Juni 1850  | 478  | ernannt als Nachfolger von Elmore                                |
| Robert Rhett          | Demokrat   | South Carolina | II     | 18. Dez. 1850 | 482  | gewählt als Nachfolger von Calhoun                               |
| Andrew Butler         | Demokrat   | South Carolina | III    | 4. Dez. 1846  | 436  |                                                                  |
| Hopkins L. Turney     | Demokrat   | Tennessee      | I      | 4. März 1845  | 425  |                                                                  |
| John Bell             | Whig       | Tennessee      | II     | 22. Nov. 1847 | 451  |                                                                  |
| Thomas J. Rusk        | Demokrat   | Texas          | I      | 21. Feb. 1846 | 433  |                                                                  |
| Sam Houston           | Demokrat   | Texas          | II     | 21. Feb. 1846 | 432  |                                                                  |
| Samuel S. Phelps      | Whig       | Vermont        | I      | 4. März 1839  | 374  |                                                                  |
| William Upham         | Whig       | Vermont        | III    | 4. März 1843  | 408  |                                                                  |
| James M. Mason        | Demokrat   | Virginia       | I      | 21. Jan. 1847 | 438  |                                                                  |
| Robert M. T. Hunter   | Demokrat   | Virginia       | II     | 4. März 1847  | 446  |                                                                  |
| Henry Dodge           | Demokrat   | Wisconsin      | I      | 8. Juni 1848  | 457  |                                                                  |
| Isaac P. Walker       | Demokrat   | Wisconsin      | III    | 8. Juni 1848  | 458  |                                                                  |

- a) Hale wurde ursprünglich als unabhängiger Demokrat gewählt.[4]